# Handebol Taubaté
O Handebol Taubaté é uma agremiação esportiva brasileira da cidade de Taubaté fundada no ano de 2003. O clube é o atual tricampeão Pan-Americano de Handebol, bicampeão da Brasileiro de Handebol e campeão do Campeonato Paulista de Handebol Masculino.

## História
A prática do handebol começou dentro do projeto "Atleta do Futuro", desenvolvido pela unidade do SESI em Taubaté no início da década de 2000. Coordenado pelo professor Nelson Dahdal, o projeto revelou vários jovens atletas através da disputa de competições regionais.
Devido aos bons resultados obtidos, a equipe de handebol foi integrada a estrutura esportiva do Departamento de Esportes e Lazer da Prefeitura de Taubaté. A partir de 2003, o time começou a representar a cidade em competições de maior escala. Com ligação ao Taubaté Country Club (TCC), a equipe disputou torneios e competições estaduais, como a Liga Paulista de Handebol.
Em 2004, o time taubateano conquistou pela primeira vez a medalha de ouro nos Jogos Regionais em Caraguatatuba. No ano seguinte, a equipe alcançou outro feito: foi medalha de ouro nos Jogos Abertos do Interior que aconteceram no município de Botucatu. Diante do crescimento do projeto, Taubaté disputa pela primeira vez o Campeonato Paulista de Handebol, organizada pela FPHand (Federação Paulista de Handebol). Entre sete clubes participantes, a equipe ficou em penúltimo lugar.
O primeiro título em termos de Federação aconteceu no ano de 2007. Taubaté foi campeã da Copa Ouro, competição promovida para as agremiações que não disputaram a Liga Nacional de Handebol Masculino. Na decisão, a equipe venceu o time de São Carlos.
O nível técnico da equipe cresceu gradativamente conforme a disputa contra as equipes mais importantes do estado de São Paulo, como Pinheiros e Metodista, e a contratação de atletas de renome no cenário do handebol brasileiro.
Em 2010, a equipe participou pela primeira vez da Liga Nacional, principal competição entre clubes do handebol no país. Diante das boas participações, Taubaté conquistou os títulos nas edições de 2013 e 2014.
Também participou pela primeira vez do Campeonato Pan-Americano de Clubes de Handebol Masculino em 2012, em Londrina. Em 2013 a equipe disputou a competição continental em sua cidade-sede, ocasião que conquistou o seu primeiro título internacional. Nos anos de 2014 e 2015, Taubaté repetiu o feito novamente jogando em casa.
Com os títulos continentais, Taubaté garantiu direito em disputar o IHF Super Globe, que é considerado o Campeonato Mundial de Clubes de Handebol, no Catar. Nas edições que disputou, a equipe ficou em sexto lugar.
Também conquistou, em 2015, o inédito título paulista. A equipe foi campeã pela primeira vez após superar a Metodista nas duas partidas da final do Campeonato Paulista de Handebol.
No mesmo ano, ficou com o 2° lugar na Liga Nacional, ao ser derrotado na final para o Pinheiros, em partida única disputada em casa.
Em março de 2016, parceria com a Força Aérea Brasileira é realizada para a formação do primeiro time feminino adulto do Taubaté, com atletas que disputaram a temporada 2015 pelo Vasco da Gama. Com isso, a equipe taubateana disputa pela primeira vez o Campeonato Paulista e a Liga Nacional na categoria. O naipe masculino também recebeu o reforço de alguns atletas da FAB.
Entre o final de abril e início de maio, Taubaté disputou o evento-teste na Arena do Futuro, local que vai receber a disputa de handebol dos Jogos Olímpicos do Rio de Janeiro. Num torneio em que enfrentou Pinheiros, Maringá e Itajaí, ficou em primeiro lugar.
No final de maio, Taubaté venceu as cinco partidas que disputou para conquistar pela quarta vez o Campeonato Pan-Americano de Clubes de Handebol. Na final, derrotou o Pinheiros por 28 a 23 e tornou-se o maior vencedor da história da competição. Também foi a primeira vez que o time taubateano foi campeão jogando fora de sua casa.

## Elenco
Formação do elenco do Handebol Taubaté no ano de 2016:
Masculino
 Jogadores convocados para a seleção brasileira
Feminino

## Títulos
Internacional
- Campeonato Pan-Americano de Clubes de Handebol Masculino - 4 vezes: 2013, 2014, 2015 e 2016

Nacional
- Liga Nacional de Handebol Masculino - 6 vezes - 2013, 2014, 2016, 2019, 2020 e 2021

Estadual
- Campeonato Paulista de Handebol Masculino - 5 vezes - 2015, 2018, 2019, 2020 e 2023
- Copa Ouro de Handebol - 2 vezes - 2007 e 2009
- Jogos Abertos do Interior - 3 vezes - 2005, 2014 e 2016

Regional
- Jogos Regionais - 10 vezes - 2004, 2008, 2010, 2011, 2012, 2013, 2014, 2015, 2016 e 2017

Outros títulos
- Aquece Rio - 2016[11]